# Sandra Pierantozzi
Sandra Pierantozzi (Koror, 9 agosto 1953) è una politica palauana,vicepresidente di Palau dal 19 gennaio 2001 al 1 gennaio 2005. Ha perso le elezioni successive contro Elias Camsek Chin il 2 novembre 2004.

## Biografia
Ha conseguito lauree presso la San Diego State University, l'Università delle Hawaii e l'Union College di Lincoln, Nebraska.
È stata eletta senatrice dal 1996 al 2001 e durante quel periodo è stata leader di maggioranza. Nel 2000 è stata eletta Vicepresidente di Palau, carica che ha ricoperto dal gennaio 2001 al gennaio 2005.
Pierantozzi ha anche ricoperto numerosi incarichi ministeriali. 
Dal 1992 al 1993 è stata Ministro dell'Amministrazione. Dal 2001 al 2002 è stata Ministro delle Finanze di Palau. Dal 2001 al 2005 è stata Ministro della Salute. Dal 2009 al 2010 è stata Ministro degli Esteri, responsabile degli affari esteri e interni e del commercio internazionale.
Ha servito come senatrice per gli ultimi 6 mesi del seggio vacante lasciato dalla defunta senatrice Katharine Kesolei, deceduta nell'ottobre 2015. L'elezione speciale in cui Sandra Pierantozzi ha vinto si è tenuta nel dicembre 2015.
È console onorario della Repubblica Ceca a Palau.